# Miejska Górka
Miejska Górka (deutsch Görchen) ist eine Stadt und Sitz einer Gemeinde in Polen und liegt im Powiat Rawicki der Wojewodschaft Großpolen.

## Geschichte

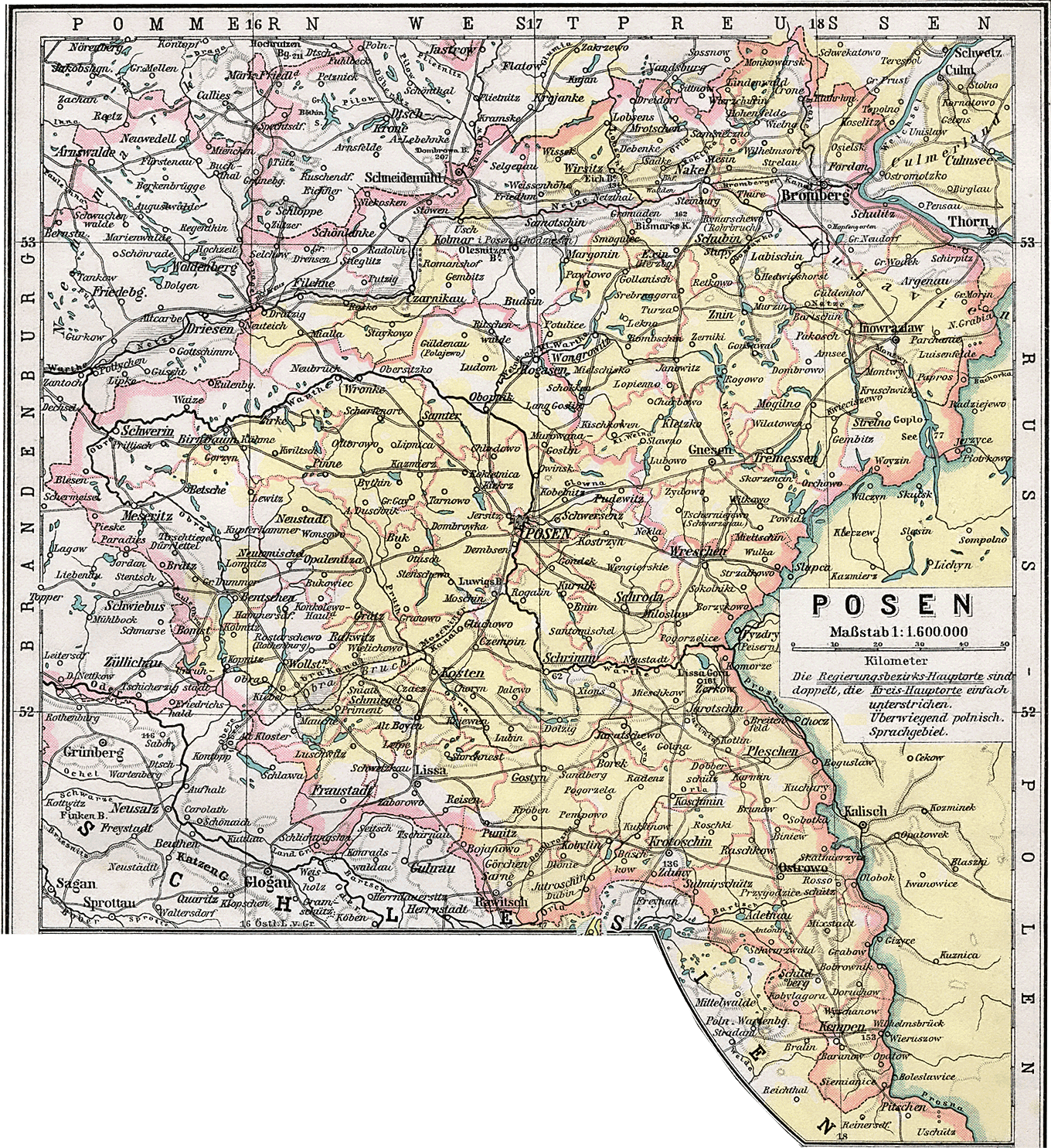
Görchen südlich der Stadt Posen und nordöstlich der Stadt Rawitsch auf einer Landkarte der Provinz Posen von 1905 (gelb markierte Flächen kennzeichnen Gebiete mit seinerzeit mehrheitlich polnischsprachiger Bevölkerung).

Die erste urkundliche Erwähnung des heutigen Miejska Górka stammt aus dem Jahr 13. Jahrhundert. 1428 erhielt der Ort Stadtrecht nach Magdeburger Recht. Bei der Zweiten Teilung Polens wurde Miejska Górka 1793 Teil Preußens. 1807 bis 1815 war die Stadt dann Teil des Herzogtums Warschau, um anschließend wieder an Preußen zu fallen. Nach dem Ersten Weltkrieg wurde die Stadt Teil des wiederentstandenen Polens. Bis dahin lag die Stadt im Kreis Rawitsch der Provinz Posen. Beim Überfall auf Polen der deutschen Wehrmacht wurde die Stadt im September 1939 besetzt. Die Besetzung und Zugehörigkeit zum Reichsgau Wartheland, Landkreis Rawitsch dauerte bis zum Einmarsch der Roten Armee im Jahr 1945. Anschließend wurde Miejska Górka wieder Teil Polens.

## Sehenswürdigkeiten
- Die Kirche des Heiligen Nikolaus und Maria Magdalena wurde 1450[6] oder 1455[7] errichtet. Nach den Zerstörungen durch die Schweden im Jahr 1655 erhielt die Kirche einen neuen Altar. 1787 zerstörte ein Brand die Kirche und sie musste wieder aufgebaut werden.[6]
- Das Kloster wurde in den Jahren 1739 bis 1742 errichtet.[7]

## Gemeinde
Zur Stadt- und Landgemeinde Miejska Górka gehören 17 Ortsteile (sołectwo, deutsche Namen bis 1945) mit einem Schulzenamt:
| - Dąbrowa - Dłoń - Gostkowo (Gostkowo) - Karolinki (Chocicza) - Kołaczkowice - Konary (Konary (oder auch Korngut)) | - Niemarzyn (Niemarzyn) - Oczkowice (Oczkowice) - Piaski-Zalesie - Roszkowo (Roszkowo) - Roszkówko (Roszkowko) - Rozstępniewo | - Rzyczkowo (Rzyczkowo) - Sobiałkowo - Topólka - Woszczkowo (Woszczkowo) - Zakrzewo (Zakrzewo, 1939–1945 Buschdorf) |

Weitere Ortschaften der Gemeinde sind Annopol, Jagodnia, Melanowo und Zmysłowo.